# Natto

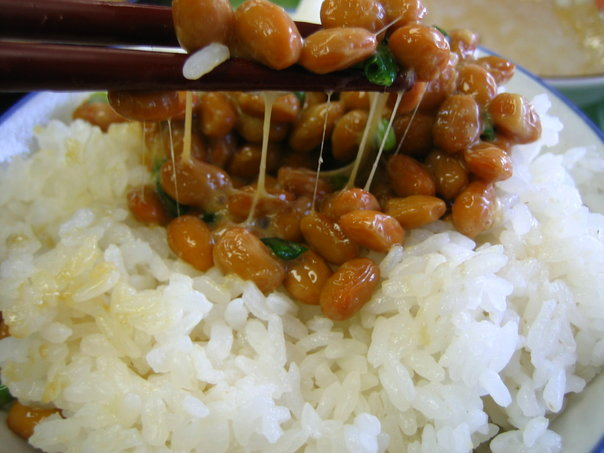
Klasické japonské nattó

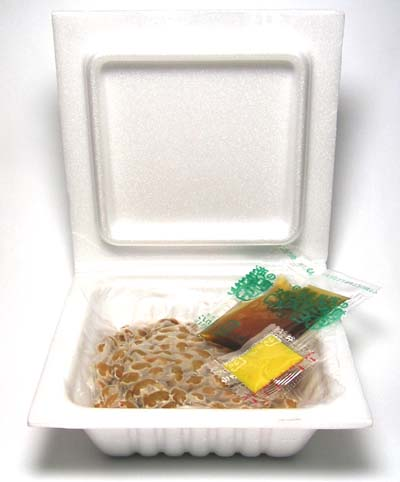
Nattó průmyslově vyráběné

Nattó (jap. 納豆) je tradiční japonský pokrm připravovaný ze sójových bobů fermentací prostřednictvím Bacillus subtilis .
Nattó je jedním z nejspecifičtějších pokrmů japonské kuchyně. Jeho charakteristická vůně a konzistence mohou být odpuzující pro lidi, kteří ho neznají.